# Tornei di tennis femminili nel 1918
Prima della nascita del WTA Tour, ossia l'apertura alle tenniste professioniste dei tornei che prima di quell'anno erano riservati alle tenniste dilettanti, tutti gli eventi più importanti erano amatoriali, tra questi c'erano i tornei del Grande Slam. A causa della prima guerra mondiale la maggior parte dei tornei furono cancellati, gli altri si disputarono lontano dagli scenari bellici: tra questi c'era lo U.S. National Championships unico torneo dello Slam disputato durante la guerra.

## Calendario

### Gennaio
Nessun evento

### Febbraio
Nessun evento

### Marzo
| Settimana | Torneo                                                                | Vincitore                          | Finalista                  | Semifinalisti | Eliminati ai quarti |
| --------- | --------------------------------------------------------------------- | ---------------------------------- | -------------------------- | ------------- | ------------------- |
| 10 marzo  | US Indoors 1918 New York, USA Indoor Singolare - Doppio               | Hazel Hotchkiss 3-6 6-1 6-4        | Marion Zinderstein         |               |                     |
| 10 marzo  | US Indoors 1918 New York, USA Indoor Singolare - Doppio               | Emily Weaver Eleanor Goss 6-2 11-9 | Adelaide Green Caroma Winn |               |                     |
| 31 marzo  | Cuban Championships 1918 L'Avana, Cuba Terra rossa Singolare - Doppio | Cabarga 6-1 6-1                    | Sardina                    |               |                     |
| 31 marzo  | Cuban Championships 1918 L'Avana, Cuba Terra rossa Singolare - Doppio |                                    |                            |               |                     |

### Aprile
Nessun evento

### Maggio
Nessun evento

### Giugno
| Settimana | Torneo                                                                            | Vincitore                                            | Finalista                      | Semifinalisti | Eliminati ai quarti |
| --------- | --------------------------------------------------------------------------------- | ---------------------------------------------------- | ------------------------------ | ------------- | ------------------- |
| giugno    | Great Plains Championship 1918 Kansas City, USA Singolare - Doppio                | Adele Yeager 6-3 6-2                                 | Evelyn Seavey                  |               |                     |
| giugno    | Great Plains Championship 1918 Kansas City, USA Singolare - Doppio                | Marguerite Chesney Mrs R.S.Peer 1-6 6-3 6-4          | Lyle Hayes Adele Yeager        |               |                     |
| 10 giugno | Metropolitan Grass Court Championships 1918 New York, USA Erba Singolare - Doppio | Molla Bjurstedt                                      | Eleanor Goss                   |               |                     |
| 10 giugno | Metropolitan Grass Court Championships 1918 New York, USA Erba Singolare - Doppio | Claire Cassel Marie Wagner                           | Candee Cassebeer               |               |                     |
| 10 giugno | Metropolitan Grass Court Championships 1918 New York, USA Erba Singolare - Doppio | Doppio misto: Bert St John Miss Campbell 3-6 6-4 8-6 | Hopkins Mall Mutch             |               |                     |
| 22 giugno | U.S. National Championships 1918 Filadelfia, USA Erba Singolare - Doppio          | Molla Bjurstedt 6-4, 6-3                             | Eleanor Goss                   |               |                     |
| 22 giugno | U.S. National Championships 1918 Filadelfia, USA Erba Singolare - Doppio          | Eleanor Goss Marion Zinderstein 7-5, 8-6             | Molla Bjurstedt Johan Rogge    |               |                     |
| 24 giugno | Middle States Championships 1918 Orange, USA Erba Singolare - Doppio              | Adelaide Green 6-2 4-6 6-0                           | Natalie Browning               |               |                     |
| 24 giugno | Middle States Championships 1918 Orange, USA Erba Singolare - Doppio              | Adelaide Browning Dorothy Green 6-1 6-3              | Mrs David C Mills Marie Wagner |               |                     |
| 29 giugno | Western Pennsylvania Championships 1918 Pittsburgh, USA Erba Singolare - Doppio   | Molla Bjurstedt 5-7 6-3 6-3                          | Hazel Hotchkiss                |               |                     |
| 29 giugno | Western Pennsylvania Championships 1918 Pittsburgh, USA Erba Singolare - Doppio   |                                                      |                                |               |                     |
| 30 giugno | Pacific Coast Championships 1918 Los Angeles, USA Cemento Singolare - Doppio      | Anita Myers 4-6 6-4 6-2                              | Ellis                          |               |                     |
| 30 giugno | Pacific Coast Championships 1918 Los Angeles, USA Cemento Singolare - Doppio      | Cushing Tarilton                                     |                                |               |                     |

### Luglio
| Settimana | Torneo                                                                         | Vincitore                                             | Finalista                       | Semifinalisti | Eliminati ai quarti |
| --------- | ------------------------------------------------------------------------------ | ----------------------------------------------------- | ------------------------------- | ------------- | ------------------- |
| luglio    | Central States Championship 1918 St. Louis, USA Singolare - Doppio             | Corinne Gould 6-2 7-5                                 | Adele Yeager                    |               |                     |
| luglio    | Central States Championship 1918 St. Louis, USA Singolare - Doppio             | Corinne Gould Adele Yeager 6-2 6-3                    | Miss A.C.Henske O. Stricker     |               |                     |
| luglio    | Central States Championship 1918 St. Louis, USA Singolare - Doppio             | Doppio misto: Mrs H.S.Adams E.A.Schwarz 3-6 6-3 6-4   | Adele Yeager Obear              |               |                     |
| 6 luglio  | US Clay Court Championships 1918 Chicago, USA Terra rossa Singolare - Doppio   | Carrie Neely 6-1 6-2                                  | Adele Yeager                    |               |                     |
| 6 luglio  | US Clay Court Championships 1918 Chicago, USA Terra rossa Singolare - Doppio   | Mrs Bobbie Esch Dorothy Field 6-4 4-6 6-4             | Carrie Neely Adele Yeager       |               |                     |
| 6 luglio  | Toronto Patriotic Tournament 1918 Toronto, Canada Erba Singolare - Doppio      | Molla Bjurstedt                                       | Florence Best                   |               |                     |
| 6 luglio  | Toronto Patriotic Tournament 1918 Toronto, Canada Erba Singolare - Doppio      | Molla Bjurstedt Eleonora Sears 6-4 6-2                | Florence Best Louise Moyes      |               |                     |
| 6 luglio  | Toronto Patriotic Tournament 1918 Toronto, Canada Erba Singolare - Doppio      | Doppio misto: Molla Bjurstedt LeRoy Rennie            | Eleonora Sears Gustave Touchard |               |                     |
| 8 luglio  | Great Lakes Championships 1918 Buffalo, USA Erba Singolare - Doppio            | Molla Bjurstedt 6-4 6-1                               | Eleonora Sears                  |               |                     |
| 8 luglio  | Great Lakes Championships 1918 Buffalo, USA Erba Singolare - Doppio            |                                                       |                                 |               |                     |
| 17 luglio | Eastern New York Championships 1918 Pleasantville, USA Erba Singolare - Doppio | Marie Wagner 6-2 10-8                                 | Handy                           |               |                     |
| 17 luglio | Eastern New York Championships 1918 Pleasantville, USA Erba Singolare - Doppio | Mrs H.S.Green Mrs L.G.Morris 6-4 6-1                  | Marie Wagner Caroma Winn        |               |                     |
| 17 luglio | Eastern New York Championships 1918 Pleasantville, USA Erba Singolare - Doppio | Doppio misto: Marie Wagner Henry Bassford 6-4 6-8 6-3 | Handy Wadsworth                 |               |                     |

### Agosto
| Settimana | Torneo                                                     | Vincitore                                   | Finalista             | Semifinalisti | Eliminati ai quarti |
| --------- | ---------------------------------------------------------- | ------------------------------------------- | --------------------- | ------------- | ------------------- |
| 5 agosto  | Western Championships 1918 Chicago, USA Singolare - Doppio | Carrie Neely 6-3 6-4                        | Mrs W.I.Northup       |               |                     |
| 5 agosto  | Western Championships 1918 Chicago, USA Singolare - Doppio | Marion Leighton Mrs Ralph Field 7-5 4-6 7-5 | Neely Mrs W.I.Northup |               |                     |

### Settembre
| Settimana    | Torneo                                                                  | Vincitore                                                                   | Finalista                              | Semifinalisti | Eliminati ai quarti |
| ------------ | ----------------------------------------------------------------------- | --------------------------------------------------------------------------- | -------------------------------------- | ------------- | ------------------- |
| 9 settembre  | California State Championships 1918 Berkeley, USA Singolare - Doppio    | Helen Baker 6-3 6-1                                                         | Florence Sutton                        |               |                     |
| 9 settembre  | California State Championships 1918 Berkeley, USA Singolare - Doppio    | Ethel Sutton Florence Sutton 6-3 6-1                                        | J.C. Cushing Tarilton                  |               |                     |
| 18 settembre | Ontario Championships 1918 Toronto, Canada Erba Singolare - Doppio      | Marion Zinderstein 5-7 6-2 6-4                                              | Louise Moyes                           |               |                     |
| 18 settembre | Ontario Championships 1918 Toronto, Canada Erba Singolare - Doppio      | Florence Best Louise Moyes 6-4 6-2                                          | Mrs Marburg Mayme McDonald             |               |                     |
| 18 settembre | Ontario Championships 1918 Toronto, Canada Erba Singolare - Doppio      | Doppio misto: Mrs Marburg Ichiya Kumigae 8-6 4-6 2-1 (finale non terminata) | Marion Zinderstein Harold Throckmorton |               |                     |
| 28 settembre | Longwood Fall Tournament 1918 Boston, USA Singolare - Doppio            | Molla Bjurstedt 6-1 10-8                                                    | Hazel Hotchkiss                        |               |                     |
| 28 settembre | Longwood Fall Tournament 1918 Boston, USA Singolare - Doppio            |                                                                             |                                        |               |                     |
| 29 settembre | New York State Championships 1918 New York, USA Erba Singolare - Doppio | Marie Wagner 6-3 6-1                                                        | Helen Pollack Falk                     |               |                     |
| 29 settembre | New York State Championships 1918 New York, USA Erba Singolare - Doppio | Claire Cassel Marie Wagner 9-7 11-9                                         | Dorothy Green Mrs L Gouveneur Morris   |               |                     |
| 29 settembre | New York State Championships 1918 New York, USA Erba Singolare - Doppio | Doppio misto: Eleanor Goss Walter Merrill Hall 6-4 7-5                      | Margaret Grove Harry Steinkampf        |               |                     |

### Ottobre
Nessun evento

### Novembre
Nessun evento

### Dicembre
Nessun evento

### Senza data
| Settimana | Torneo                                                                         | Vincitore             | Finalista   | Semifinalisti | Eliminati ai quarti |
| --------- | ------------------------------------------------------------------------------ | --------------------- | ----------- | ------------- | ------------------- |
|           | Indian Championships 1918 , India Singolare - Doppio                           | Irene Peacock         |             |               |                     |
|           | Indian Championships 1918 , India Singolare - Doppio                           |                       |             |               |                     |
|           | Bay Counties Championships 1918 Bay Counties, USA Cemento Singolare - Doppio   | Helen Baker 6-1 6-4 . | Brarens     |               |                     |
|           | Bay Counties Championships 1918 Bay Counties, USA Cemento Singolare - Doppio   |                       |             |               |                     |
|           | Torneo di La Jolla 1918 La Jolla, USA Singolare - Doppio                       | Marion Williams       |             |               |                     |
|           | Torneo di La Jolla 1918 La Jolla, USA Singolare - Doppio                       |                       |             |               |                     |
|           | San Francisco Championships 1918 San Francisco, USA Cemento Singolare - Doppio | Helen Baker 7-5 6-4   | Golda Myers |               |                     |
|           | San Francisco Championships 1918 San Francisco, USA Cemento Singolare - Doppio |                       |             |               |                     |